# HolyHell
Holyhell — рок-группа из США, играющая симфоник-пауэр-метал, основанная в 2005 году Марией Бреон и Джоуи Де Майо.

## История группы
В 2005 году лидер группы Manowar Джоуи Де Майо и вокалистка Мария Бреон решили создать симфоник-пауэр-метал-группу с женским вокалом. В группу были приглашены гитаристы Джо Стамп и Том Хесс, клавишник Франциско Паломо, бас-гитарист Джей Ригни и бывший барабанщик Manowar Кенни Эрл Эдвардс. Де Майо стал продюсером группы. Вместо того чтобы выпускать сразу альбом, решено было сначала приобрести известность и группа отправилась в 2005 году вместе с Rhapsody и Manowar в тур «Demons, Dragons and Warriors». В 2007 году тур продолжился и был выпущен первый сингл Apocalypse, на котором содержался кавер версия песни из мюзикла Эндрю Ллойда Уэббера «Призрак оперы», спетая совместно с Эриком Адамсом, и три собственные песни. В том же году из группы ушел Том Хесс.
Летом 2009 года прошли выступления группы на фестивалях Provinssirock в Финляндии, Hellfest во Франции, Metalway Festival в Испании, B'estfest aftershock в Румынии, Norway Rock Festival в Норвегии и Magic Circle Festival в Германии и вышел первый полноформатный альбом группы, названный как и сама группа Holyhell. К моменту его выхода, группа уже официально стала позиционировать себя как готик-метал-группа. В написании музыки, помимо участников коллектива, приняли участие такие известные музыканты, как Дэвид Фейнштейн из Elf и Мануэль Старополи из Rhapsody Of Fire. Джоуи Де Майо, совместно с Марией Бреон написали большую часть текстов песен. Буклет к альбому иллюстрировал художник Кен Келли.
В 2012 году группа выпустила EP Darkness Visible — The Warning, содержащий три песни с будущего альбома. Новый альбом Darkness Visible должен был выйти осенью того же года. Сообщалось, что запись производится в студии Wisseloord Studios при участии звукоинженера лауреата Грэмми Дарси Пропера.
В феврале 2013 года стало известно, что группа прекратило сотрудничество с Джоуи Де Майо и Magic Circle Music. Музыканты заявили, что группа продолжит существовать под новым руководством, а второй альбом будет перезаписан. В апреле 2014 года в новом заявлении было сказано, что группа продолжает преодолевать сложившиеся трудности и запись альбома. Музыканты также выложили одну новую песню для бесплатного скачивания в интернете.

## Состав
- Мария Бреон — вокал
- Джо Стамп — гитара
- Джей Ригни — бас-гитара
- Кенни Эрл Эдвардс — ударные
- Франциско Паломо — клавишные

### Бывшие участники
- Том Хесс — гитара

## Дискография
- Apocalypse (2007)
- Holyhell (2009)
- Darkness Visible (2012)